# 伪满洲国国民勤劳部旧址
伪满洲国国民勤劳部旧址，位于中国吉林省长春市人民大街3758号，入口朝西向，是该市的一座历史建筑，2009年列为第八批长春市文物保护单位，2014年8月28日列为第七批吉林省文物保护单位，类型为近现代史迹及代表性建筑。
该建筑修建于1932年7月至1941年4月，又称为“第三厅舍”，兼有日本和中国的建筑元素，最初由满洲国财政部使用。1945年，该建筑划归满洲国国民勤劳部使用。中华人民共和国成立后，该建筑交由长春税务学院（今吉林财经大学）使用。2010年，上海浦东发展银行对旧址进行修复，现该建筑为上海浦东发展银行长春分行使用。